# Ґока

36°6′52″ пн. ш. 139°44′43″ сх. д. / 36.11444° пн. ш. 139.74528° сх. д.
Ґо́ка (яп. 五霞町, ごかまち, МФА: [goka mat͡ɕi̥]) — містечко в Японії, в повіті Сасіма префектури Ібаракі. Станом на 1 жовтня 2007 площа містечка становила 23,09 км². Станом на 1 серпня 2008 населення містечка становило 9642 осіб.